# Districte d'Annecy
El Districte d'Annecy és un dels districtes del departament de l'Alta Savoia, a la regió d'Alvèrnia-Roine-Alps. Té 10 cantons, 93 municipis i té com a cap la prefectura d'Annecy.

## Cantons
- Cantó d'Alby-sur-Chéran
- Cantó d'Annecy-Centre
- Cantó d'Annecy-Nord-Est
- Cantó d'Annecy-Nord-Oest
- Cantó d'Annecy-le-Vieux
- Cantó de Faverges
- Cantó de Rumilly
- Cantó de Seynod
- Cantó de Thônes
- Cantó de Thorens-Glières